# Баранов Костянтин Євгенович
Баранов Костянтин Євгенович (20 березня 1960, Київ) — радянський і український режисер та художник-мультиплікатор. Член Національної спілки кінематографістів України (1992–1999).

## Біографія
Народився 20 березня 1960 року. З 1983 року закінчив курси підвищення кваліфікації студії «Київнаукфільм» та при ВДІКу (1985, відділення художньої мультиплікації). 
Від 1977 року — художник-мультиплікатор, художник-постановник. Об’єднував художні мультиплікації студії «Київнаукфільм», від 1990 — студії «Укранімафільм». 
Нині працює за кордоном.

## Фільмографія

### Режисер
- 1991 — «Колекція»
- 1993 — «Виверт»

### Сценарист
- 1991 — «Колекція»

### Художник-мультиплікатор
- 1984 — «Про всіх на світі»
- 1985 — «Гра»
- 1985 — «Дівчинка та зайці»
- 1985 — «Лікар Айболить» (ч. 6)

- 1986 — «Золотий цвях»
- 1986 — «Історія про дівчинку, яка наступила на хліб»

- 1986 — «Про бегемота на ім'я Ну-й-нехай»
- 1987 — «Біла арена»
- 1987 — «Велика подорож»
- 1987 — «Кам'яна доба»
- 1987 — «Старий швець»
- 1988 — «Їжачок і дівчинка»
- 1988 — «Ой, куди ж ти їдеш?»
- 1989 — «Недоколисана»
- 1989 — «Осінній вальс»
- 1989 — «Старовинна балада»
- 1990 — «Навколо шахів»
- 1990 — «Любов і смерть картоплі звичайної»
- 1990 — «Страсті-мордасті»
- 1991 — «Колекція»
- 1992 — «Знайда»
- 1992 — «Історія кохання»